# Seungyeon
Jang Seung-yeon (en hangul: 장승연; Seongnam, 6 de noviembre de 1996), más conocida como Seungyeon, es una cantante y bailarina surcoreana. Es popularmente conocida por haber formado parte de CLC desde 2015 hasta 2022.

## Carrera

### 2014-presente: Debut y otras actividades
Antes de unirse a CLC, Seungyeon participó en los videoclips de «Pretty Lingerie» de G.NA y «Beep Beep» de BtoB, ambos artistas de su misma empresa. En marzo de 2016, se reveló en el programa de radio Kiss the Radio que Seungyeon sería la nueva líder de CLC, puesto que antes ocupaba Seunghee. El 30 de agosto, apareció como invitada especial de Kiss the Radio, presentado por Heechul. En el programa, ella y Kihyun de Monsta X realizaron un cover de la canción «U-Go-Girl» de Lee Hyori. El 8 de abril de 2019, Seungyeon y Yeeun asistieron a la Semana de la Moda en Seúl. Al día siguiente, se anunció que Seungyeon, junto a Somin de Kard, Jang Eun-hong, Lee Hey-joo, Park Gim-lim, Riri Young y Yang A-reum, formaría parte del programa Next Beauty Creator de OnStyle.
El 18 de marzo de 2022, Cube Entertainment anunció que Seungyeon dejaría la empresa ya que decidió no renovar su contrato con la misma. El 8 de febrero de 2023, se reveló que Seungyeon había firmado un contrato con Wild Entertainment Group como solista.

## Discografía

### Canciones
| Título                                                                            | Año            | Mejor posición | Mejor posición | Ventas         | Álbum          |                |                |
| Título                                                                            | Año            | COR            | EUA            | Ventas         | Álbum          |                |                |
| Colaboraciones                                                                    | Colaboraciones | Colaboraciones | Colaboraciones | Colaboraciones | Colaboraciones | Colaboraciones | Colaboraciones |
| --------------------------------------------------------------------------------- | -------------- | -------------- | -------------- | -------------- | -------------- | -------------- | -------------- |
| «Rowdy» (Sorn feat Seungyeon)                                                     | 2023           | —              | —              | N/A            | Sin álbum      |                |                |
| «–» indica que el lanzamiento no fue lanzado o no se posicionó en ese territorio. |                |                |                |                |                |                |                |

## Filmografía

### Programas de televisión
| Año  | Título                            | Canal | Rol         | Notas                                          |
| ---- | --------------------------------- | ----- | ----------- | ---------------------------------------------- |
| 2016 | HyunA’s X19                       | MBC   | Invitada    | visitó el zoológico, junto a Hyuna             |
| 2018 | Idol Star Athletics Championships | MBC   | Competidora | obtuvo la medalla de plata en gimnasia rítmica |

### Programas de radio
| Año  | Título         | Emisora     | Rol         | Notas                        |
| ---- | -------------- | ----------- | ----------- | ---------------------------- |
| 2016 | Kiss the Radio | KBS Cool FM | Invitada    |                              |
| 2020 | Idol Radio     | MBC Radio   | DJ especial | con Eunbin; episodios 483-84 |